# Timothy Wright
Timothy Wright (1947 - 23 april 2009) was een Amerikaans gospelzanger en dominee.
Wright begon piano te spelen toen hij 12 jaar was en zong en componeerde als tiener in de "St. John's Fire Baptized Holiness Church of God" in Brooklyn. Midden de jaren 1970 vormde hij zijn eigen gospelensemble, het "Timothy Wright Concert Choir". Hij werd dominee van "Grace Tabernacle" in Crown Heights (New York) en bracht sinds 1990 regelmatig platen uit.
Wrights album Come Thou Almighty King uit 1995, met het "New York Fellowship Mass Choir", werd genomineerd voor een Grammy Award als beste traditionele gospel. Dit was ook het geval met zijn album uit 1999 Been There Done That. In juli 2008 raakte Wright zwaargewond bij een auto-ongeval op de Interstate 80 in Pennsylvania, waarbij zijn echtgenote en zijn kleinzoon het leven lieten. Als gevolg van deze verwondingen overleed Wright zelf in april 2009.

## Discografie
| Titel                         | Datum | Label | Hoogste notering in de U.S. Top Gospel |
| ----------------------------- | ----- | ----- | -------------------------------------- |
| Testify                       | 1984  |       | 6                                      |
| Live in Washington, D.C.      | 1985  |       | 14                                     |
| Hallelujah Is Highest         | 1987  |       | 4                                      |
| Jesus Will                    | 1987  |       | 19                                     |
| Just Believe                  | 1990  |       | -                                      |
| Living in a World             | 1992  |       | 38                                     |
| Who's on the Lord's Side      | 1989  |       | 3                                      |
| I'm Glad About It             | 1992  |       | 4                                      |
| We Need a Miracle             | 1993  |       | 20                                     |
| Come Thou Almighty King       | 1994  |       | 10                                     |
| Moving in the Spirit          | 1995  |       | -                                      |
| Live From London              | 1996  |       | 36                                     |
| Let Freedom Ring              | 1997  |       | -                                      |
| Been There Done That          | 1999  |       | -                                      |
| Story to Tell                 | 1999  |       | -                                      |
| I Here Music                  | 2002  |       | -                                      |
| Live in New York              | 2003  |       | -                                      |
| Let's Celebrate (He Is Risen) | 2005  |       | -                                      |
| Jesus, Jesus, Jesus           | 2007  |       | 13                                     |
| Godfather of Gospel           | 2009  |       | -                                      |